# Metopoceras heliothidia
Metopoceras heliothidia là một loài bướm đêm trong họ Noctuidae.